# Cine-Teatro Avenida
O Cine-Teatro Avenida, atualmente Edifício Avenida, foi um cine-teatro situado na cidade de Aveiro, em Portugal. Com projeto da autoria do arquiteto Raul Rodrigues Lima, a sala de espetáculos foi inaugurada em 29 de janeiro de 1949 com a exibição do filme Não Há Rapazes Maus. Atualmente é uma galeria comercial  e um Café-Concerto.

## Precendentes
A abertura da Avenida do Doutor Lourenço Peixinho inicia-se em 1918.
Nos anos 20 e 30, os edifícios têm, em geral, dois pisos, com estabelecimento comercial no piso térreo e habitação no andar superior. Os primeiros edifícios são de inspiração Beaux-Arts, dos quais é exemplo a ainda existente Pensão Avenida.
Ainda nos anos 30 começam a ser introduzidos elementos novos, através do gosto Art Déco, fazendo-se a transição para uma arquitectura mais geométrica e depurada.
Nas décadas de 30 e 40, os anos modernistas da Avenida, a escala dos edifícios cresce para três e quatro pisos, com um desenho cuidado e uma maior exploração volumétrica.
Nos anos 40 em Aveiro nota-se uma maior preocupação com a qualidade e tratamento do espaço urbano e da arquitectura.
A Avenida é assim, nesta época, um lugar privilegiado da cidade. A vida social, até aí maioritariamente no Rossio, vai transferindo-se também para a Avenida. 

## Construção
Para a construção e exploração deste edifício foi constituída uma empresa, "nos vulgares modos de uma sociedade comercial por cotas" (nas palavras de Augusto Bagão, um dos principais sócios) , designada por Empresa Cinematográfica Aveirense, Lda, a qual foi também responsável pela construção do Cine-Teatro de Estarreja, com um capital social inicial de 1.500 contos. 
As obras demoraram cerca de 4 anos, de 1944 a 1949 e foram bastante atribuladas. No discurso de inauguração, Augusto Bagão referiu:
"Não quero fazer valer o empreendimento expondo todas as dificuldades que foi preciso vencer. Seria indelizadeza convidar V. Excelências para lhes ler o elogio do nosso esforço ou pintar todo o quadro de aborrecimentos que uma grande construção como está dá sempre a quem lhe mete os ombros. [...] Mas os louvores da realização material da obra cabem ao sr. arquiteto Rodrigues de Lima e ao sr. engenheiro Angelo Ramalheira porque penso eu e pensa a Empresa, deram neste edifício mais uma prova do seu alto valimento como tecnicos consagrados e artistas de mérito invulgar." 
Efetivamente, todo o capital social de 1500 contos foi gasto nas complicadas fundações e teve que ser aumentado várias vezes. Devido ao subsolo alagadiço, a Empresa foi obrigada a proceder à extração de lamas e a injeções de areia até a uma profundidade de cerca de 20 metros.
O engenheiro responsável pela obra foi Ângelo Ramalheira.
Escrevia o Jornal Democrata:

"... as fundações que tiveram que profundar no terreno roto perto de 30 metros foram entregues à reconhecida competência do sr. engenheiro Angelo Ramalheira, que ali empregou um sistema de poços que, cheios de beton, constituiram o suporte da formidável massa do edifício erguido sobre terreno muito ingrato e perigoso." [...] no dizer dos entendidos, foi produzida uma obra que muito honra a técnica nacional de construção civil."

## Inauguração e Descrição do Espaço
À data da inauguração escrevia o Jornal Democrata:

"Constituiu um verdadeiro acontecimento a inauguração do Cine Teatro Avenida que a Empresa Cinematográfica Aveirense mandou construir na Avenida D. Lourenço Peixinho.
O Cine-Teatro é um edifício grandioso que honraria qualquer grande capital e que veio enriquecer o centro da cidade, causando admiração a quantos o visitam.
Os aveirences podem sentir-se orgulhosos com esta nova casa de espetáculos. É um verdadeiro palácio que custou milhares de contos e satisfaz inteiramente todos os requintes modernos."
Nessa mesma notícia é descrito o interior do Cine-Teatro, sendo evidente o luxo e a imponência com que o mesmo foi construido.
"A sala de espetáculos comporta 1400 pessoas que podem distribuir-se pela plateia, 1º e 2º balcão e quatro camarotes. É toda em linhas modernas de avantajado pé direito, luz indirecta, havendo vários salóes entre os quais se distingue o salão de festas no 1º andar, primorosamente decorado, sobressaindo no meio uma escultura de Teixeira Lopes (sobrinho) e um lustre e portão monumental onde se pode admirar a feliz combinação de arte de ferro forjado com motivos cerâmicos das Fábricas Aleluia. É uma verdadeira novidade na arte decorativa que tem sido muito admirado.
Há vários bars e numerosos lustros em cristal de fabrico de Alcobaça. As passadeirars e as carpetes são riquíssimas. O mobiliário estufado inexcedível de comododidade. Na sala de espectáculos há trabalhos artísticos do distinto escultor ilhavense Euclides Vaz, que na Escola de Belas Artes de Lisboa fez o seu curso com 20 valores. Dentre estas obras de arte sobressai a grande composição superior que simboliza neptuno, o deus do mar, levando no seu carro, sobre as águas, a cidade de Aveiro, representada pela deusa Vénus, de grande beleza plástica. Noutros pontos do edifício há composições do escultor espanhol Ruano."
Já em relação ao exterior é referido:
"No exterior nota-se uma composição de arquictetura moderna, mas sem nenhum exagero de cimento armado. O estilo é exactamente o que está sendo empregue nas grandes construções de Lisboa. Veem-se varandas de ferro, janelas e aberturas circulares, quebrando a monotonia das grandes paredes numa combinação feliz de gosto actual, com recordações dos estilos nacionais, conforme na solenidade de abertura ouvimos dizer a pessoas competentes. Entre os materiais empregados há granitos e mármores verdadeiros e forjados ricos, além de muito mateiral plástico e sintético de revestimento, isolamento e decoração. O som foi objeto de um projeto especial, a iluminação a tuvos de neon e florescentes de belíssimo efeito.
A impressão do conjunto é, na verdade, grandiosa, causando a admiração de todos até dos menos entendidos em problemas arquitectónicos."

## Primeiras Décadas de Funcionamento
Com a inauguração do novo Cine-Teatro, Aveiro passou a ter duas salas de espetáculos, o Cine-Teatro Avenida e o Teatro Aveirense. A cidade era pequena para duas grandes salas de espetáculos, pelo que, nos anos cinquenta, as duas administrações se reunem e acordaram exibições alternadas de espetáculos, o que implicava que nenhuma delas apresentasse dois espetáculos seguidos.
No mesmo edifício funcionou também o restaurante e salão de chá Galo D'Ouro, inaugurado em meados de Maio de 1949. O restaurante estava localizado "nos baixos do prédio" e cuja entrada se fazia pela transversal da Avenida que dá acesso ao Mercado Manuel Firmino. 

## Encerramento
Em 1984, o interior do edifício foi completamente alterado, mas mantendo o aspeto exterior. O Edifício foi renomeado para Edifício Avenida e passou a ter vários propósitos ao longo do tempo nomeadamente numa sala de exposição de Artes Plásticas, e posteriormente, numa sala de bingo, num parque temático de diversão infantil.

## Atualmente
Atualmente, neste edifício, existem duas repartições de bancos, duas lojas de roupa e dois cafés. À excepção de um café, todos os estabelecimentos comerciais referidos se localizam no rés do chão.
Nos pisos superiores, num regresso à função originalmente projetada, encontra-se o Avenida Café Concerto. Aberto em 2018, o espaço pretende apostado em dar palco a projectos culturais de qualidade. Em 2019, aquando do primeiro aniversário do espaço, contavam-se já 115 concertos, 11 sessões de cinema, 12 festas, seis exposições, quatro performances de dança e sete peças de teatro realizadas.
Em 2025 foi inaugurada uma Livraria Bertrand neste edifício.